# Copa del 50º Aniversario de la KTFF
La Copa del 50º Aniversario de la KTFF se celebró bajo el auspicio de la NF-Board, en noviembre de 2005, para celebrar los 50 años de la Federación de Fútbol Turco-Chipriota (KTFF). Chipre del Norte ganó en una liguilla a Laponia y Kosovo.

## Clasificación
| Equipo           | PJ | PG | PE | PP | GF | GC | DG | Pts |
| ---------------- | -- | -- | -- | -- | -- | -- | -- | --- |
| Chipre del Norte | 2  | 2  | 0  | 0  | 7  | 2  | +5 | 6   |
| Kosovo           | 2  | 1  | 0  | 1  | 4  | 2  | +2 | 3   |
| Laponia          | 2  | 0  | 0  | 2  | 3  | 10 | −7 | 0   |

### Resultados
| 02 de noviembre de 2005 | Chipre del Norte | 1-0     | Kosovo | Estadio Atatürk de Nicosia, Nicosia del Norte |                          |
|                         | Tarik 57'        | Reporte |        | Árbitro(s): Mehmet Malek                      | Árbitro(s): Mehmet Malek |

| 03 de noviembre de 2005 | Kosovo                                                      | 4-1 | Laponia       | 20 Temmuz Stadium, Kyrenia   |                              |
|                         | Hasani 39' (pen.) · Brando 55' · Nallbani 59' · Ramushi 78' |     | Johanssen 79' | Asistencia: 200 espectadores | Asistencia: 200 espectadores |

| 04 de noviembre de 2005 | Chipre del Norte                                   | 6-2 | Laponia                    | Estadio Atatürk de Nicosia, Nicosia del Norte |                          |
|                         | Yasin 12', 35', 50' · Uçaner 83', 90+3' · Ugur 88' |     | Anders 15' · Johanssen 59' | Árbitro(s): Mehmet Malek                      | Árbitro(s): Mehmet Malek |